# Campeonato Argentino de Futebol de 1955
O Campeonato Argentino de Futebol de 1955 foi a vigésima quinta temporada da era profissional da Primeira Divisão do futebol argentino. O certame foi disputado em dois turnos de todos contra todos, entre 30 de abril e 11 de novembro de 1955. O River Plate sagrou-se campeão argentino, pela décima segunda vez.

## Participantes
| Equipe             | Cidade       |
| ------------------ | ------------ |
| Boca Juniors       | Buenos Aires |
| Chacarita Juniors  | Villa Maipú  |
| Estudiantes        | La Plata     |
| Ferro Carril Oeste | Buenos Aires |
| Gimnasia y Esgrima | La Plata     |
| Huracán            | Buenos Aires |
| Independiente      | Avellaneda   |
| Lanús              | Lanús        |
| Newell's Old Boys  | Rosário      |
| Platense           | Buenos Aires |
| Racing Club        | Avellaneda   |
| River Plate        | Buenos Aires |
| Rosario Central    | Rosário      |
| San Lorenzo        | Buenos Aires |
| Tigre              | Victoria     |
| Vélez Sarsfield    | Buenos Aires |

## Classificação final
| Pos | Equipes                    | J  | V  | E  | D  | GM | GS | Pts |
| --- | -------------------------- | -- | -- | -- | -- | -- | -- | --- |
| 1   | River Plate                | 30 | 18 | 9  | 3  | 53 | 35 | 45  |
| 2   | Racing Club                | 30 | 14 | 10 | 6  | 50 | 32 | 38  |
| 3   | Club Atlético Boca Juniors | 30 | 14 | 9  | 7  | 51 | 36 | 37  |
| 4   | Independiente              | 30 | 14 | 8  | 8  | 48 | 31 | 36  |
| 5   | Lanús                      | 30 | 13 | 8  | 9  | 49 | 41 | 34  |
| 6   | Tigre                      | 30 | 12 | 6  | 12 | 47 | 54 | 30  |
| 7   | Club Ferro Carril Oeste    | 30 | 10 | 9  | 11 | 39 | 43 | 29  |
| 8   | San Lorenzo                | 30 | 8  | 12 | 10 | 41 | 43 | 28  |
| 9   | Huracán                    | 30 | 10 | 7  | 13 | 52 | 44 | 27  |
| 9   | Gimnasia y Esgrima LP      | 30 | 10 | 7  | 13 | 48 | 46 | 27  |
| 9   | Vélez Sarsfield            | 30 | 11 | 5  | 14 | 39 | 55 | 27  |
| 12  | Chacarita Juniors          | 30 | 9  | 8  | 13 | 46 | 49 | 26  |
| 13  | Newell's Old Boys          | 30 | 8  | 9  | 13 | 42 | 55 | 25  |
| 13  | Estudiantes LP             | 30 | 9  | 7  | 14 | 39 | 52 | 25  |
| 15  | Rosario Central            | 30 | 9  | 6  | 15 | 46 | 57 | 24  |
| 16  | Platense                   | 30 | 6  | 10 | 14 | 35 | 52 | 22  |

|  |            |
|  | Campeão.   |
|  | Rebaixado. |

## Premiação
| Campeonato Argentino de Futebol de 1955 |
| --------------------------------------- |
| River Plate Campeão (12° título)        |

## Goleadores
| Jogador | Jogador            | Gols | Equipe                  |
| ------- | ------------------ | ---- | ----------------------- |
|         | Francisco Loiácono | 18   | Gimnasia y Esgrima (LP) |
|         | Humberto Maschio   | 18   | Racing Club             |
|         | Ricardo Bonelli    | 17   | Independiente           |
|         | José Sanfilippo    | 15   | San Lorenzo             |